# The Old Curiosity Shop (filme de 1911)
The Old Curiosity Shop é um curta-metragem mudo do gênero drama de 1911 produzido pela Thanhouser Company. O filme é uma adaptação de The Old Curiosity Shop, de Charles Dickens, que se limitou às restrições de tempo e foi lançado em carretel único. O enredo gira em torno de um avô que vive secretamente obcecado com a ideia de garantir que sua neta Nell não morra na pobreza, como aconteceu com os seus pais, pelo que tenta dar-lhe uma boa herança através do jogo. Sua sobrevivência e atribuição como um filme da Thanhouser foi dada por Kamilla Elliott em seu livro de 2003, Rethinking the Novel/Film Debate, época que o filme era conhecido por Little Nell. Em 2012, o trabalho foi confirmado como uma produção da Thanhouser no Pordenone Silent Film Festival. Sua identificação como Little Nell surgiu devido a perda de suas origens.

## Enredo
Adaptado de The Old Curiosity Shop, o filme foi encurtado e simplificado para o formato em carretel único. A história é de um avô (cujo nome nunca é revelado) que vive na pobreza e gosta muito de sua neta, Nell, e deseja dar-lhe todo luxo. O avô se volta para a jogatina para tentar ganhar dinheiro, acreditando firmemente que a sorte o favoreceria. No entanto, ele acaba por perder tudo e Nell teme que ele seja levado para um asilo. À noite, Nell foge com ele e eles encontram abrigo com a Sra. Jarley. O avô, procurando ganhar dinheiro, rouba o dinheiro da neta e continua a apostar. Ele é coagido por homens para roubar para pagar as dívidas, mas Nell intervém e foge com ele novamente. Esgotada e debilitada na saúde, Nell conhece um professor amável e suplica a ele por ajuda antes de cair inconsciente a seus pés. O professor ajuda os dois, mas é tarde demais para salvar Nell e ela morre. O seu avô, já mentalmente instável, recusa-se a aceitar que ela está morta e senta-se todos os dias na sua campa à espera que ela volte até que, alguns meses mais tarde, também ele acaba por morrer.

## Elenco
De acordo com os créditos finais:
- Frank H. Crane como o avô.
- Marie Eline como a pequena Nell.
- Harry Benham.
- Marguerite Snow.
- Alphonse Ethier.
- William Bowman.

## Produção
O filme é uma adaptação resumida do trabalho de Dickens, os críticos atentaram especificamente aos detalhes e as limitações do formato ao condensar o trabalho em carretel único. A atmosfera do filme e o fotografia foram considerados naturais, exceto pelas cenas gravadas em ambientes abertos. O diretor  foi Barry O'Neil, mas o roteirista e o cinegrafista são desconhecidos.

## Lançamento e recepção

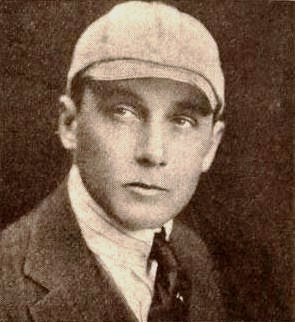
Frank Hall Crane estrelou no papel do avô.

O drama de carretel único, com aproximadamente 1.000 pés de comprimento, foi lançado em 20 de janeiro de 1911. Durante sua publicidade, foi descrito pela Thanhouser Company como "um filme que todo fã de Dickens amaria". O filme recebeu críticas positivas, Walton, do The Moving Picture News, escreveu: "Para um fã de Dickens um deleite puro. Os pontos importantes da história foram pegos e assim o filme dá uma concepção inteligente [da obra] original ... A adaptação resumida foi cuidadosamente feita por alguém que, evidentemente, conhece as possibilidades e limitações do carretel. Uma produção digna que precisa ganhar sua recompensa".
De acordo com a Thanhouser Company Film Preservation, o filme só foi confirmado como uma produção da Thanhouser após sua exibição no Pordenone Silent Film Festival em 2012. O filme foi intitulado "Little Nell" anos posteriores a sua estreia, após perderem suas origens. No entanto, o livro de 2003 Rethinking the Novel/Film Debate, de Kamilla Elliott, atribui corretamente Little Nell como uma produção Thanhouser. O filme não é a primeira adaptação conhecida do livro, o Essanay Studios lançou um filme de mesmo titulo em 1909.